# Rain Epler

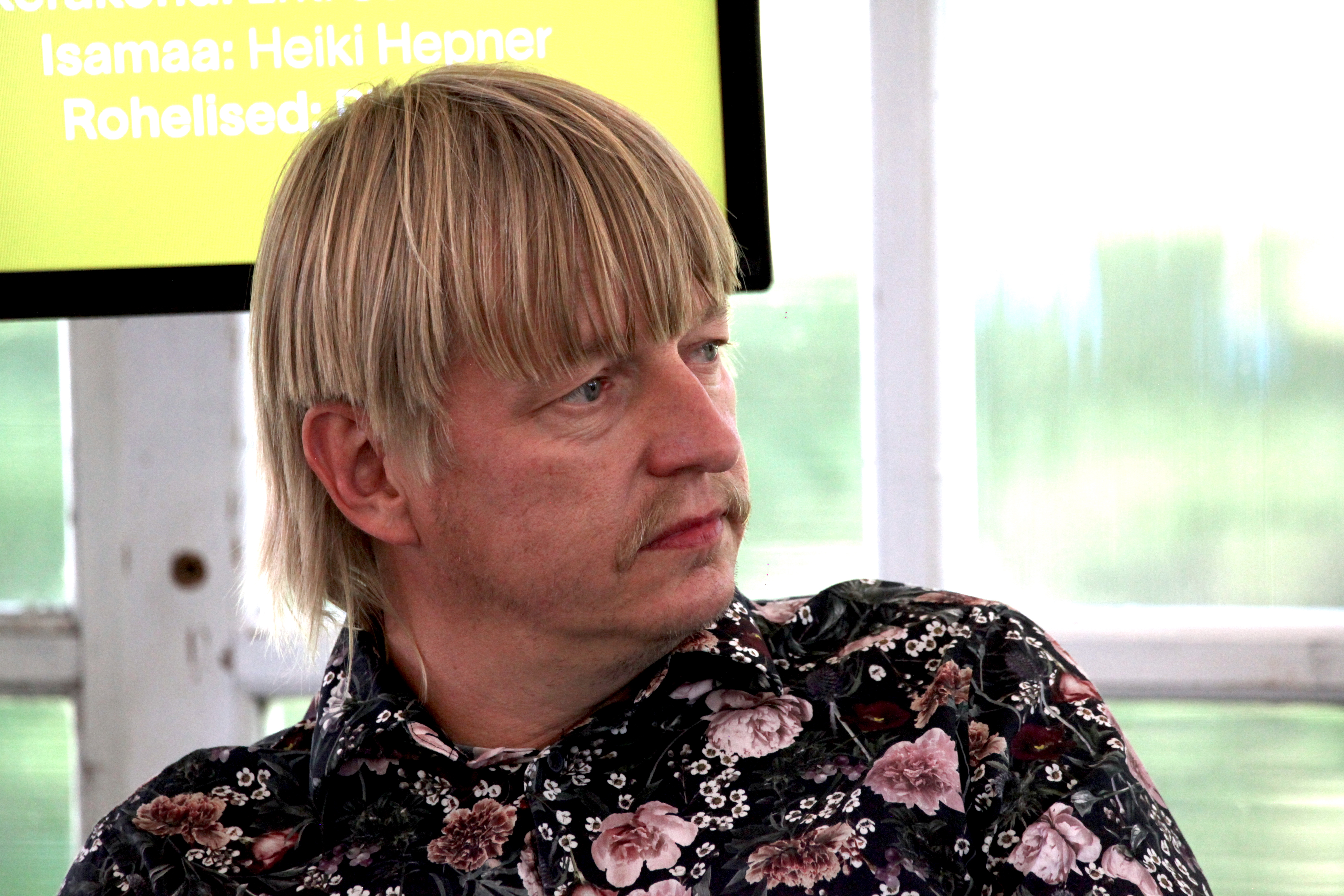
Rain Epler, 2022

Rain Epler (* 6. Juni 1977 in Tallinn) ist ein estnischer Politiker und Geschäftsmann. Er gehört der rechtspopulistischen Estnischen Konservativen Volkspartei (Eesti Konservatiivne Rahvaerakond – EKRE) an. Vom 16. November 2020 bis zum 26. Januar 2021 war Epler Umweltminister der Republik Estland im Kabinett von Ministerpräsident Jüri Ratas.

## Wirtschaft
Rain Epler war zunächst im Wirtschaftsleben aktiv. Von 2009 bis 2012 war er als IT-Spezialist bei einem Immobilienversicherer sowie von 2012 bis 2014 als Verkaufs- und Marketingleiter bei einer Versicherung beschäftigt. Von 2016 bis 2020 war Epler Vorstandsmitglied einer Brauerei im Süden Estlands. 2018/2019 saß er im Vorstand des rumänischen Immobilien-Unternehmens Endover SRL.

## Politik
2019/2020 war Epler als Berater für den estnischen Finanzminister, seinen Parteifreund Martin Helme, tätig.
Nachdem der estnische Umweltminister Rene Kokk aus gesundheitlichen Gründen von seinem Ministeramt zurückgetreten war, wurde Rain Epler als sein Nachfolger vereidigt.

## Privates
Rain Epler ist verheiratet. Er hat drei Kinder.